# 아라이 잇키
아라이 잇키(일본어: 新井 一耀, 1993년 11월 8일 ~ )는 일본의 축구 선수이다.

## 구단 경력
그는 2016년부터 J리그의 요코하마 F. 마리노스, 나고야 그램퍼스, 제프 유나이티드 지바에서 뛰었다.